# Amindivi
Les illes Amindivi (Amindives) són el grup septentrional de les illes Laquedives, format per cinc illes: Amini, Kiltan, Chetlat, Kadmat i Bitra. Totes les illes són coral·lines i estan rodejades d'esculls. Conformen junt amb les Lakshadweep (Laquedives) i Minicoy un territori de l'Índia (Lakshadweep, Minicoy, and Amindivi Islands, abans Laccadive, Minicoy, and Amindivi Islands)
Bitra és la més petita i no fou poblada fins al 1945. Hi ha la tomba del santó àrab Malik Mullah on peregrinen els habitants. Chetlat és la més propera a Mangalore i la seva població es dedica a la pesca. Al costat hi ha l'illa de Kiltan la més al nord on igualment els habitants es dediquen a la pesca i disposa de boniques platges. Les més poblades són Amini i Kadmat, aquesta darrera especialment és una destinació turística important, mesura 9 km de llarg per 200 metres d'ample, i és especialment indicada pel submarinisme. Al nord-oest hi ha dos esculls deshabitats: Byramgore i Cherbaniani.
Les illes eren part del regne de Cannanore, però el 1786 es van revoltar i es van sotmetre a Mysore. El 1799 quan el sud de Cannanore va passar als britànics, les illes foren declarades part del districte de South Kanara i es va pagar una compensació econòmica a la bibi de Cannanore. Un magistrat (monegar) es va establir a Amini. La població el 1901 era de 3608 habitants, lleugerament inferior a la de 10 anys enrere.